# التخطيط المستقبلي لرعاية ذوي الإعاقة
بالنسبة لكثير من مقدمي الرعاية المسنين لأحد الأقارب الذين لديهم عجز التعلم أو غيره من أشكال الإعاقة، يُعدّ التخطيط المستقبلي مسألة مهمة. إن عدد الآباء الأكبر سنًا الذين لديهم طفل مصاب بعجز في التعلم آخذٌ في الازدياد، وكثير من هؤلاء الأطفال من المرجح أن يعيشوا بعد وفاة والديهم. في كثير من الحالات، قد يمتد دور الرعاية إلى سبعة عقود كاملة، ولا ينتهي إلا بوفاة مقدم الرعاية. لا تستطيع الحكومات ومقدمو الخدمات الآخرون تجاهل الاحتياجات الملحّة لهذه الفئة السكانية ولمقدمي الرعاية من الآباء والإخوة. في معظم الدول، يقدم أفراد الأسرة رعاية منخفضة التكلفة للأشخاص الذين يعانون من عجز في التعلم أو إعاقات أخرى. ومن المتوقع أن يستمر هذا الاتجاه في إنجلترا. يجب النظر في التغيرات الديموغرافية والاحتياجات الصحية لهاتين الفئتين المتزايدتين في ضوء القيود المفروضة على السياسات الحكومية وخيارات الرعاية المنزلية والخارجية المحدودة، وذلك لتفادي حدوث أزمة. إن عواقب عدم دعم هؤلاء مقدمي الرعاية ستؤدي إلى إدارة الأزمات، وزيادة الضغوط النفسية وأعباء تقديم الرعاية، وزيادة الإنفاق على ترتيبات الطوارئ غير المناسبة. كما تُعد قضايا الإسكان والإرشاد المالي من الاهتمامات الأساسية لمقدمي الرعاية.

## التخطيط المستقبلي
التخطيط المستقبلي هو خطة منظمة لأحد الأقارب الذين يعانون من إعاقة تعلم، وتغطي جميع جوانب رفاهية هذا الشخص. توضيح ومشاركة خطة المستقبل مع الأقارب أمر بالغ الأهمية. إن كتابة بيان واضح لخطة المستقبل لمقدم الرعاية تمكّن الأشخاص الرئيسيين من فهم وجهة نظر الأقارب. يتيح ذلك للآخرين فهم ما هو مطلوب ويوفر فرصًا جديدة للأسرة للمساهمة في الخطة. غالبًا ما لا يتم وضع هذه الخطط بسبب إنكار الآباء أو مقدمي الرعاية لواقع وفاتهم ولحقيقة أنهم لن يستطيعوا تقديم المساعدة في المستقبل. وقد أشار مقدمو الرعاية إلى نقص الدعم والإرشاد وهم مترددون في طلب المساعدة.

## الإسكان

### المملكة المتحدة
يجد العديد من مقدمي الرعاية الأسرية أنه من غير المريح استكشاف الخيارات الخاصة بالإسكان والدعم (أو عناية شخصية) لأقاربهم الذين يعانون من إعاقات تعلم. أظهرت الأبحاث أن الآباء المسنين أو مقدمي الرعاية من الإخوة يرغبون في أن يبقى أقاربهم في منزلهم الخاص إما مع دعم أسري أو مهني، أو الانتقال إلى منزل أحد الإخوة. يظل الرعاية السكنية خيارًا أقل تفضيلاً.
يمكن توفير الإسكان والدعم في أيرلندا الشمالية بشكل منفصل من قبل منظمات مختلفة أو قد تُعرض معًا من قبل نفس المنظمة. تم توفير مثل هذه الخدمات من قبل مؤسسات الرعاية الصحية والاجتماعية، على الرغم من أن هناك في الآونة الأخيرة عدد من مقدمي الخدمات البديلة مثل مينكاب وبوزيتيف فيوتشرز وبراكسيس وأبيكس وترينيتي هاوسينج. هؤلاء يقدمون للناس الذين يعانون من إعاقات تعلم ترتيبات سكنية وداعمة مختلفة. يعيش غالبية الأشخاص الذين يعانون من إعاقات تعلم في أيرلندا الشمالية والمملكة المتحدة مع أسرهم. لدى مقدمي الرعاية الأسرية معرفة محدودة حول خيارات الإسكان المختلفة المتاحة. تشمل الخيارات المحتملة للإسكان في أيرلندا الشمالية الإسكان المدعوم، الرعاية السكنية، السكن في دور الرعاية، الأماكن المخصصة للبالغين والمجتمعات المتعمدة.

## التمويل

### المملكة المتحدة
تُدفع مخصصات الإعاقة (DLA) أو مدفوعات الاستقلال الشخصي (PIP) بمعدلات مختلفة حسب كيفية تأثير الإعاقة على الشخص. مخصصات الإعاقة هي في جزئين: جزء الرعاية وجزء التنقل.  
تُدفع إعانة الحضور في عام 2013 أسبوعيًا بمعدلين مختلفين. ويعتمد ذلك على مستوى المساعدة المطلوبة. هناك أيضًا إعانة التقاعد الإضافية أو إعانة السكن المتاحة أيضًا. إعانة العجز، التي حلت محل إعانة العجز وتم استبدالها ببدل التوظيف والدعم، هي أموال للأشخاص الذين لا يستطيعون العمل بسبب المرض أو الإعاقة. يوفر صندوق الاستقلال الحياتي (ILF) أموالًا لمساعدة الأشخاص ذوي الإعاقة على العيش حياة مستقلة في المجتمع بدلاً من الرعاية المؤسسية.
هناك طرق مختلفة لتمويل خيارات السكن والدعم (في أيرلندا الشمالية). المدفوعات المباشرة من الخدمات الاجتماعية هي مدفوعات تُدفع إلى مقدم الرعاية العائلي أو الشخص ذي الإعاقة الفكرية لشراء خدمات الرعاية. تعطي المدفوعات المباشرة مقدم الرعاية العائلي المال بدلاً من خدمات الرعاية الاجتماعية. يوفر ذلك للمقدمي الرعاية المزيد من الخيارات والسيطرة على حياة الشخص ذي الإعاقة الفكرية، ويمكنهم اتخاذ قرارات بشأن كيفية تقديم الرعاية.

## خطط الطوارئ
تُستخدم خطط الطوارئ في أي فترة يكون فيها مقدم الرعاية غير قادر على العناية بمريضه لفترة قصيرة. يرغب مقدمو الرعاية العائلية في الاستمرار في العناية طالما أمكنهم ذلك ويرغبون أيضًا في المشاركة في التخطيط للطوارئ والمستقبل. تم تطوير برامج تعليمية لمساعدة الآباء المسنين في إعداد خطط للمستقبل. دون وجود خطط ودعومات في مكانها، قد يتم وضع الأفراد ذوي الإعاقة الفكرية في أماكن غير مناسبة، أو في رعاية غير متوقعة من قبل أفراد عائلة آخرين.

## وصلات خارجية
- Mencap جمعية خيرية بريطانية تقدم الدعم.
- Golden Lane Housing جمعية خيرية في إنجلترا وويلز توفر السكن بالتعاون مع Mencap.
- Sibs جمعية خيرية بريطانية تقدم الدعم.
- Positive Futures جمعية خيرية في أيرلندا الشمالية تدعم الأشخاص ذوي الإعاقة الذهنية، والتوحد، وإصابات الدماغ المكتسبة.